# ネリー・カスティージョ
ネリー・アルベルト・カスティージョ・コンファロニエリ（Nery Alberto Castillo Confalonieri, 1984年6月13日 - ）は、メキシコ・サン・ルイス・ポトシ出身のサッカー選手である。ポジションはFWおよびMF。

## 経歴
1999年にウルグアイのダヌービオFCのユースチームでキャリアをスタートさせた。2000年にギリシャのオリンピアコスFCでプロデビューし、2006年にはプリメーラ・ディビシオン優勝に貢献した。
2007年7月31日、ウクライナのFCシャフタール・ドネツクへ5年契約で移籍することが発表された。UEFAチャンピオンズリーグ 2007-08のレッドブル・ザルツブルク戦で初ゴールを記録した。2007年12月18日、イングランドのマンチェスター・シティFCにレンタル移籍することが決まった。その後1度シャフタールに戻ったのちに、2009年1月、FCドニプロにレンタル移籍した。
2010年7月17日、アメリカのシカゴ・ファイアーにレンタル移籍した。2011年1月19日、ギリシャのアリス・テッサロニキにレンタル移籍した。
2013年7月、ラージョ・バジェカーノへ移籍。

## 代表歴
メキシコ代表として2007年6月2日、イラン代表戦に出場し、デビューを果たした。2007 CONCACAFゴールドカップに出場し、キューバ代表戦で初ゴールを記録した。コパ・アメリカ2007にも出場し、4ゴールを記録しチームの3位に貢献した。

## タイトル
クラブ
オリンピアコスFC
- ギリシャ・スーパーリーグ 2002-03, 2004-05, 2005-06, 2006-07
- ギリシャカップ 2005, 2006

FCシャフタール・ドネツク
- UEFAカップ 2008-09